# Józef Stasiewski
Józef Edmund Stasiewski (ur. 8 marca 1951 w Smardzach, zm. 2 sierpnia 2003 w Gliwicach) – polski polityk, górnik, technik eksploatacji złóż i poseł na Sejm IV kadencji.

## Życiorys
W 1978 ukończył Technikum Rolnicze, a w 1987 także Technikum Zawodowe (górnicze). Od 1967 do 1972 należał do Związku Młodzieży Wiejskiej oraz Związku Socjalistycznej Młodzieży Polskiej. W latach 1968–1975 pełnił społecznie funkcję prezesa LZS Smardze.
Początkowo, do 1973 pracował jako ślusarz i tokarz. W latach 1973–1977 był kierowcą w Ośrodku Transportu Leśnego. Od 1977 do 1979 pełnił funkcję zastępcy dyrektora Kombinatu Rolnego „Stradomia”. Później do 1992 pracował jako sztygar i kierownik w Kopalni Węgla Kamiennego „Gliwice”. W 1993 został kierownikiem w zakładzie transportowym w Katowicach. 
W latach 80. należał do NSZZ „Solidarność”. Współtworzył struktury Partii X, z ramienia której bez powodzenia kandydował w wyborach parlamentarnych w 1993 (otrzymał 996 głosów). W latach 1991–1999 kierował jej śląskimi strukturami. Należał też do Krajowej Partii Emerytów i Rencistów, z listy której ubiegał się o mandat posła w wyborach w 1997. Był również wiceprzewodniczącym Partii Odnowa. W 1994 stanął na czele gliwickiej organizacji Związku Zawodowego Rolnictwa „Samoobrona”. W wyborach samorządowych w 1998 bezskutecznie kandydował do rady miasta Gliwice z listy koalicji Przymierze Społeczne.
W wyborach do Sejmu w 2001, otrzymawszy 5512 głosów, uzyskał mandat poselski w okręgu rybnickim z listy Samoobrony Rzeczpospolitej Polskiej. Pracował w Komisji Administracji i Spraw Wewnętrznych oraz Komisji Spraw Zagranicznych.
Został pochowany w Gliwicach.

## Życie prywatne
Był żonaty, miał troje dzieci.